# Harold Moukoudi
Harold Moukoudi, född 27 november 1997, är en kamerunsk fotbollsspelare som spelar för grekiska AEK Aten. Moukoudi har representerat Frankrikes ungdomslandslag, men valt att representera Kamerun på seniornivå.

## Klubbkarriär
Moukoudi kom till Le Havre 2012. Moukoudi debuterade i Ligue 2 den 14 oktober 2016 i en 3–1-vinst över Clermont, där han blev inbytt i den 90:e minuten mot Zinedine Ferhat.
I april 2019 värvades Moukoudi av Saint-Étienne, där han skrev på ett fyraårskontrakt med start den 1 juli. Den 31 januari 2020 lånades Moukoudi ut till Middlesbrough på ett låneavtal över resten av säsongen 2019/2020.
Den 18 augusti 2022 värvades Moukoudi av grekiska AEK Aten, där han skrev på ett fyraårskontrakt.

## Landslagskarriär
Moukoudi debuterade för Kameruns landslag den 12 oktober 2019 i en 0–0-match mot Tunisien, där han blev inbytt i den 66:e minuten mot Michael Ngadeu-Ngadjui.
I december 2021 blev Moukoudi uttagen i Kameruns trupp till Afrikanska mästerskapet 2021.